# Croatia Open 2003
Croatia Open 2003 — тенісний турнір, що проходив на ґрунтових кортах у місті Умаг, Хорватія з 21 липня . Належав до категорії ATP International Series.

## Фінальна частина

### Одиночний розряд
Карлос Мойя —  Філіппо Воландрі 6–4, 3–6, 7–5

### Парний розряд
Алекс Лопес Морон /  Рафаель Надаль —  Тодд Перрі /  Сімада Томас 6–3, 6–1